# Manolo Escobar
Manuel García Escobar, mer känd som Manolo Escobar, född 19 oktober 1931 i Las Norias de Daza i El Ejido, Almería, död 24 oktober 2013 i Benidorm, Alicante, var en spansk sångare som sjöng andalusiska "copla" och spanska sånger. Han arbetade även som skådespelare i flera musikalfilmer, bland annat i El Porompompero, Mi carro (1969) och La minifalda o Y viva España, av den belgiska kompositören Leo Rozenstraten.